# Promozione Basilicata 1990-1991
Nella stagione 1990-1991 la Promozione era sesto livello del calcio italiano (il massimo livello regionale). Qui vi sono le statistiche relative al campionato in Basilicata.
Il campionato è strutturato in vari gironi all'italiana su base regionale, gestiti dai Comitati Regionali di competenza. Promozioni alla categoria superiore e retrocessioni in quella inferiore non erano sempre omogenee; erano quantificate all'inizio del campionato dal Comitato Regionale secondo le direttive stabilite dalla Lega Nazionale Dilettanti, ma flessibili, in relazione al numero delle società retrocesse dal Campionato Interregionale e perciò, a seconda delle varie situazioni regionali, la fine del campionato poteva avere degli spareggi sia di promozione che di retrocessione.

## Squadre partecipanti
| Club                              | Città (provincia)           | Stadio | Stagione precedente                |
| --------------------------------- | --------------------------- | ------ | ---------------------------------- |
| S.S. Avigliano                    | Avigliano (PZ)              |        |                                    |
| Pol. Picerno                      | Picerno (PZ)                |        | 10º posto in Promozione Basilicata |
| U.S. Bellese                      | Bella (Italia) (PZ)         |        |                                    |
| U.S. Castelluccio                 | Castelluccio Inferiore (PZ) |        |                                    |
| A.S. Corleto                      | Corleto Perticara (PZ)      |        |                                    |
| A.S. Genzano                      | Genzano di Lucania (PZ)     |        |                                    |
| F.C. Maratea                      | Maratea (PZ)                |        |                                    |
| Pol. Michelino De Bonis           | Pietragalla (PZ)            |        |                                    |
| A.S. Murese                       | Muro Lucano (PZ)            |        |                                    |
| Pol. Pignola                      | Pignola (PZ)                |        |                                    |
| Pol. Popolare Pescopagano Invicta | Potenza                     |        |                                    |
| A.C. Pro Loco Spinoso             | Spinoso (PZ)                |        |                                    |
| S.S. Santarcangelese              | Sant'Arcangelo (PZ)         |        |                                    |
| A.S. Tricarico                    | Tricarico (MT)              |        |                                    |
| A.C. Vallenoce Lauria             | Lauria (PZ)                 |        |                                    |
| C.S. Vultur Rionero               | Rionero in Vulture (PZ)     |        |                                    |

## Classifica finale
|  | Pos. | Squadra             | Pt | G  | V  | N  | P  | GF | GS  | DR   |
|  | ---- | ------------------- | -- | -- | -- | -- | -- | -- | --- | ---- |
|  | 1.   | Avigliano           | 50 | 30 | 22 | 6  | 2  | 65 | 15  | +50  |
|  | 2.   | Tricarico           | 46 | 30 | 19 | 8  | 3  | 60 | 18  | +42  |
|  | 3.   | Vultur Rionero      | 45 | 30 | 19 | 7  | 4  | 71 | 17  | +54  |
|  | 4.   | Murese              | 44 | 30 | 19 | 6  | 5  | 55 | 21  | +34  |
|  | 5.   | Maratea             | 35 | 30 | 12 | 11 | 7  | 49 | 33  | +16  |
|  | 6.   | Pescopagano Invicta | 34 | 30 | 11 | 12 | 7  | 47 | 24  | +23  |
|  | 7.   | Genzano             | 32 | 30 | 11 | 10 | 9  | 44 | 34  | +10  |
|  | 8.   | Pignola             | 31 | 30 | 10 | 11 | 9  | 47 | 48  | -1   |
|  | 9.   | Bellese             | 27 | 30 | 7  | 13 | 10 | 36 | 41  | -5   |
|  | 10.  | Michelino De Bonis  | 26 | 30 | 11 | 4  | 15 | 43 | 58  | -15  |
|  | 11.  | Castelluccio        | 25 | 30 | 7  | 11 | 12 | 34 | 38  | -4   |
|  | 12.  | Pro Loco Spinoso    | 25 | 30 | 7  | 11 | 12 | 32 | 40  | -8   |
|  | 13.  | Santarcangiolese    | 21 | 30 | 6  | 9  | 15 | 27 | 45  | -18  |
|  | 14.  | Vallenoce Lauria    | 19 | 30 | 4  | 11 | 15 | 36 | 48  | -12  |
|  | 15.  | Picerno             | 17 | 30 | 5  | 7  | 18 | 21 | 52  | -31  |
|  | 16.  | Corleto             | 3  | 30 | 0  | 3  | 27 | 11 | 147 | -136 |